# Vézelay
Vézelay là một xã trong tỉnh Yonne, thuộc vùng Bourgogne-Franche-Comté của nước Pháp, có dân số là 492 người (thời điểm 1999), khoảng 100 km về phía tây của Dijon.

## Nhân khẩu học
| 1793 | 1878 | 1990 | 1999 |
| ---- | ---- | ---- | ---- |
| 1350 | 1010 | 571  | 492  |

## Những người con của thành phố
- Théodore de Bèze